# Coll de Colls
El Coll de Colls és una collada situada a 1.987,2 metres d'altitud del terme municipals de Conca de Dalt (antic terme d'Hortoneda de la Conca), al Pallars Jussà, a l'àmbit de l'antic poble de Perauba.
Es troba a l'enllaç de la Serra de Planell Ras amb la Serra de Boumort, a prop i al sud-oest del Cap de Boumort i al nord-est del Coll de Planell Ras.